# Cornelia Eichler
Pour les articles homonymes, voir Eichler.
Cornelia Eichler (née Dumler le 22 janvier 1982 à Feuchtwangen) est une ancienne joueuse allemande de volley-ball. Elle mesure 1,80 m et jouait au poste de réceptionneuse-attaquante. Elle a totalisé 204 sélections en équipe d'Allemagne.

## Clubs
| Club              | De        | À         |
| ----------------- | --------- | --------- |
| VfL Nürnberg      | 1997-1998 | 1997-1998 |
| VC Olympia Berlin | 1998-1999 | 2000-2001 |
| DJK Karbach       | 2001-2002 | 2001-2002 |
| USC Münster       | 2002-2003 | 2003-2004 |
| Bayer Leverkusen  | 2004-2005 | 2004-2005 |
| Volley 2002 Forlì | 2005-2006 | 2006-2007 |
| Pallavolo Ostiano | 2007-2008 | 2007-2008 |
| Esperia Cremona   | 2008-2009 | 2008-2009 |
| TSV Ansbach       | 2009-2010 | 2009-2010 |

## Palmarès

### Clubs
- Championnat d'Allemagne
  - Vainqueur : 2004.
- Coupe d'Allemagne
  - Vainqueur :2004.

### Distinctions individuelles
- Top Teams Cup 2004-2005: Meilleure serveuse.